# Jamie Cox
James Simon Russan (født 24. august 1986 i Swindon, Wiltshire i England), bedst kendt som Jamie Cox, er en engelsk bokser. Han har været Commonwealth let-mellemvægts-mester fra 2011 til 2012 og deltog i verdens-turneringen World Boxing Super Series. Han tabte sin første kamp til WBA-verdensmesteren George Groves via knock out i 4. omgang på Wembley Arena i London, den 14. oktober.
I 2017 blev det meddelt, at Cox havde skrevet kontrakt med Eddie Hearn på Matchroom Sport.